# Giornata mondiale per la lotta alla desertificazione e alla siccità
La giornata mondiale per la lotta alla desertificazione e alla siccità è una ricorrenza delle Nazioni Unite che si celebra ogni 17 giugno. Il suo scopo è quello di far conoscere nuovi modi per prevenire la desertificazione e riprendersi dalla siccità. Ogni anno viene proposto un tema differente.

## Storia
La giornata è stata proclamata il 30 gennaio del 1995, dall'Assemblea generale delle Nazioni Unite mediante la risoluzione A/RES/49/115.

## Temi di alcune edizioni passate
- 2015 - Raggiungimento della sicurezza alimentare per tutti attraverso sistemi di alimentazione sostenibile.[2]
- 2009 - Preservare la terra e l'energia = salvaguardare il nostro futuro comune
- 2008 - Combattere il deterioramento del terreno per una agricoltura sostenibile
- 2007 - Desertificazione e cambiamenti climatici - Una sfida globale
- 2006 - La bellezza dei deserti - La sfida della desertificazione
- 2005 - Donne e desertificazione
- 2004 - Dimensione sociale della desertificazione: migrazioni e povertà
- 2003 - Anno internazionale dei deserti e della desertificazione (IYDD)